# August Michaelis
August Michaelis (ur. 26 grudnia 1847 w Bierbergen, zm. 31 stycznia 1916 w Rostocku) – niemiecki chemik.
Studiował na Uniwersytecie w Getyndze i Uniwersytecie w Jenie. Od 1876 roku był profesorem w Politechnice w Karlsruhe, a od 1880 roku w Politechnice w Akwizgranie. W roku 1898 odkrył reakcję powstawania fosfonianów, znaną obecnie jako reakcja Michaelisa-Arbuzowa. W 1890 roku został profesorem Uniwersytetu w Rostocku.